# Generator (energietechniek)

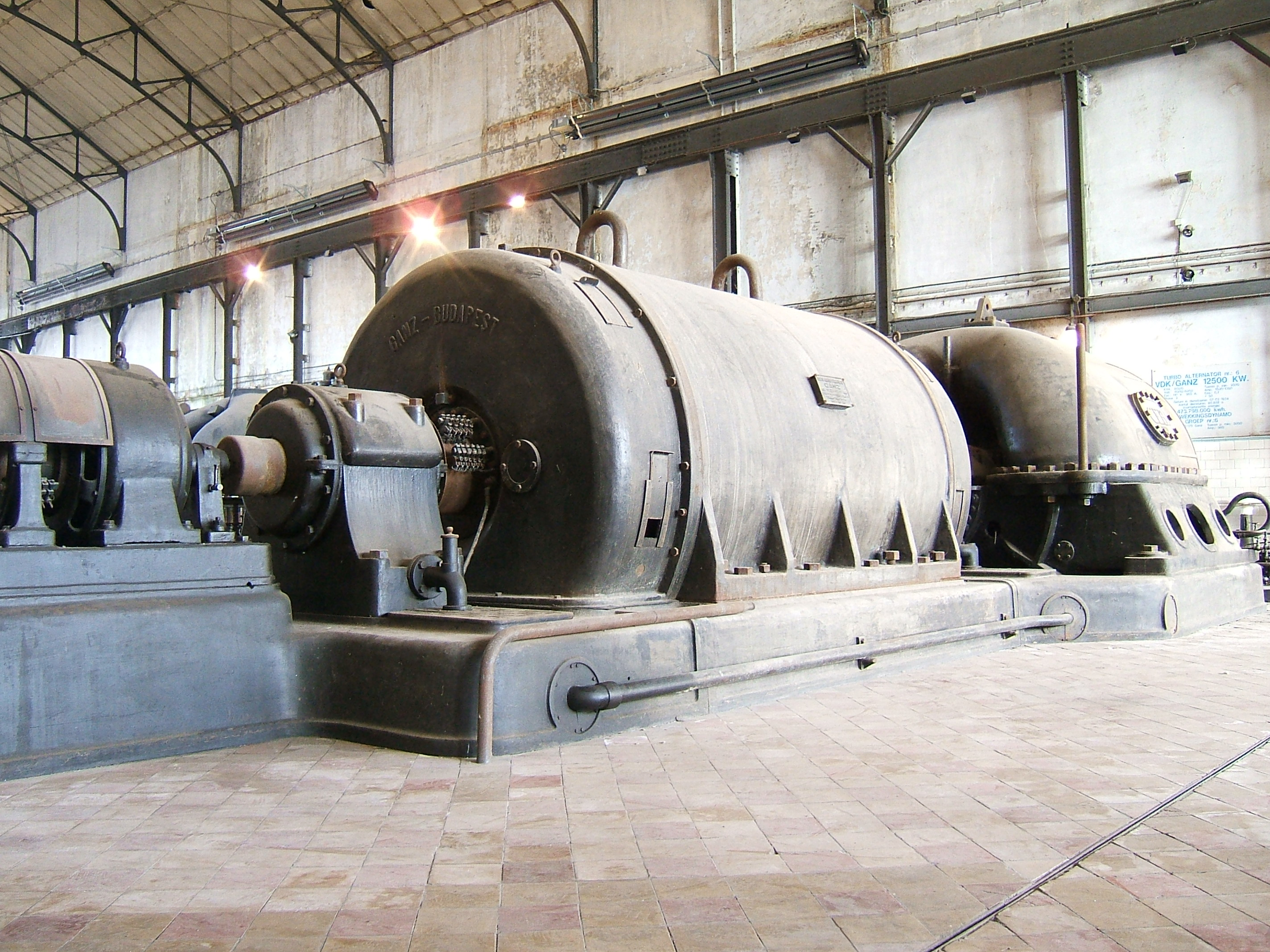
Generator in de elektriciteitscentrale Transfo Zwevegem

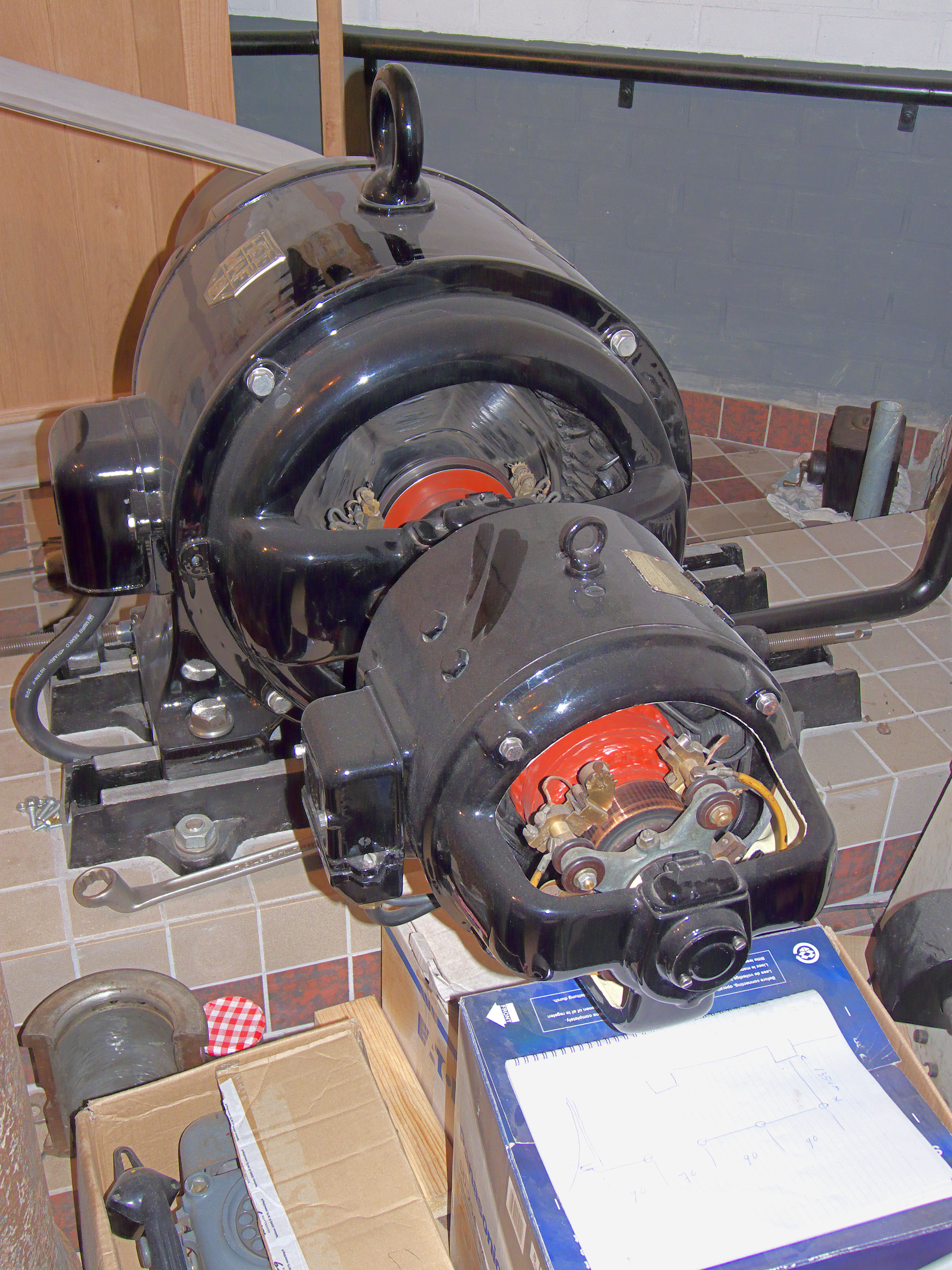
Heemaf-generator in molen De Leeuw (Lettele)

Een generator is een machine die mechanische energie, binnenkomend via een draaiende as, omzet in elektrische energie. In een elektriciteitscentrale wordt de rotatie van de as dikwijls verzorgd door een turbine.
De omzetting in de generator berust op inductie, het natuurkundige verschijnsel dat over een geleider die zich in een veranderend magnetisch veld bevindt (of die beweegt in een magnetisch veld), een elektrische spanning wordt opgewekt.

## Onderdelen
Een generator bevat de volgende twee onderdelen:
- een elektromagneet die het magnetisch veld opwekt;
- een of drie spoelen waarin de spanning geïnduceerd wordt.

De machine bestaat uit twee delen:
- de stator, het stilstaande deel;
- de rotor of anker, het draaiende deel.

## Alternator of dynamo
Er zijn twee soorten generatoren:
- de wisselspanningsgenerator of alternator;
  - een eenfasige alternator;
  - een driefasige alternator of de driefasige wisselstroomgenerator (meestal turbo-alternator genoemd);
- de gelijkspanningsgenerator of dynamo.

Een generator genereert in eerste instantie altijd wisselspanning. Het verschil tussen een wisselspanningsgenerator en een gelijkspanningsgenerator is wat er daarna gebeurt. Bij een gelijksspanningsgenerator wordt de wisselspanning door een mechanische schakelaar, de commutator, omgezet in pulserende gelijkspanning.
Bij de dynamo wordt de stator als elektromagneet uitgevoerd, en wordt de elektrische energie in de spoel van koperdraad in de rotor opgewekt. Om te kunnen werken heeft iedere elektriciteitsgenerator gelijkstroom nodig als exitatie- of bekrachtigingsstroom voor de elektromagneet. De benodigde bekrachtigingsstroom voor het opwekken van het magnetisch veld is relatief klein en wordt bij een draaiende dynamo door de machine zelf opgewekt. Als de machine stilstaat, wordt gebruikgemaakt van remanentie of overblijvend magnetisme. De elektromagneet is nog een klein beetje magnetisch en dit magnetisch veld is voldoende om een zwakke stroom te produceren welke dan naar de elektromagneet geleid wordt. Die wordt daardoor alsmaar sterker tot aan de verzadiging.
Bij de alternator, bijvoorbeeld bij grotere generatoren in elektrische centrales, wordt de rotor als elektromagneet gebruikt en wordt de elektrische energie in de spoel(en) van koperdraad in de stator opgewekt. Dit wordt gedaan omdat de opgewekte energie zeer groot is en deze vanaf de stilstaande stator direct (zonder gebruik van koolborstels) aan het elektrische net kan worden toegevoerd. De benodigde bekrachtigingsstroom voor het opwekken van het magnetisch veld is relatief klein en kan eenvoudig met behulp van koolborstels op de draaiende as worden overgebracht. Iedere grote wisselstroommachine heeft externe bekrachtigingsstroom nodig om te kunnen werken.

## Geschiedenis
Belangrijke namen in de geschiedenis van de elektrische generator:
- Michael Faraday, toonde aan dat een bewegende magneet een elektrische stroom opwekt, de wet van Faraday
- James Clerk Maxwell, toonde aan dat elektriciteit en magnetisme in één systeem passen
- Hippolyte Pixii, uitvinder van de eerste elektriciteitsproductiemachine op inductie
- Werner von Siemens, uitvinder van de zelfbekrachtigde dynamo
- Antonio Pacinotti, uitvinder van een dynamo met commutator
- Zénobe Gramme, uitvinder van de eerste industriële dynamo
- Hippolyte Fontaine, industrieel die Zénobe Gramme financierde
- Thomas Edison, bouwer van het eerste gelijkstroomdistributienet in New York
- Galileo Ferraris, uitvinder van de borstelloze motor, de driefasige asynchrone motor
- Nikola Tesla, bouwer van het eerste wisselstroomdistributienet op de Niagarawatervallen
- Michail Doliwo-Dobrowolski, een van de uitvinders van de driefasenwisselstroom